# Ulica Szeroka w Niepołomicach
Ulica Szeroka – krótka, zabytkowa uliczka w Niepołomicach, na terenie osiedla administracyjnego Śródmieście. Znajduje się ona w ścisłym centrum miasta, około 150 m na zachód od Zamku Królewskiego.
Ulica Szeroka łączy północno-zachodni narożnik Rynku z Placem Zwycięstwa. Ma około 50 m długości.
Ulica ukształtowała się po lokacji miasta w 1776 r. Jej pierwotną zabudowę stanowiły drewniane, parterowe kamieniczki, mieszczące mieszkania oraz punkty handlowo-usługowe, będące w większości własnością żydowską. Po II wojnie światowej wyburzono dotychczasową zabudową. Południową pierzeję ulicy zajął narożny z Rynkiem pawilon Gminnej Spółdzielni „Samopomoc Chłopska” oraz dwie parterowe, murowane kamieniczki, natomiast północną boczna elewacja gmachu Milicji Obywatelskiej przy ulicy Mickiewicza. Na początku XXI w. gmach wyburzono i obecnie miejsce pierzei północnej zajmuje parking. W 2012 r., na zachodnim krańcu ulicy, na placu Zwycięstwa, wybudowano rondo, które otrzymało imię gen. Waleriana Czumy.
Cała zabudowa przy ulicy ma charakter handlowo-usługowy, mieszkania znajdują się jedynie w poddaszach. Przy ulicy mieszczą się m.in. sklepy oraz kawiarnia „Wodarscy”.